# 32520 Jontihorner
32520 Jontihorner è un asteroide della fascia principale. Scoperto nel 2001, presenta un'orbita caratterizzata da un semiasse maggiore pari a 2,764312 UA e da un'eccentricità di 0,156602, inclinata di 9,462483° rispetto all'eclittica. Ha un diametro di 3,987 km.